# Карлос Хартлінг
Карлос Хартлінг, уроджений Карл Вільгельм Хартлінг, (1 вересня 1869 року, Шлотгайм, Шварцбург-Рудольштадт — 13 серпня 1920 року, Санта-Текла) — гондураський музикант німецького походження. Навчався у Веймарській та Лейпцигській консерваторіях, закінчив навчання в Музичній академії Мюнхена. Після навчання працював керівником військових оркестрів, зокрема в музичному корпусі 3. Thüringischen Infanterie-Regiments Nr. 71
27 червня 1896 року він переїхав в Гондурас на запрошення Полікарпа Бонільї. Там почав працювати вчителем музики і керівником концерту. 23 вересня він вже зробив свою першу концертну презентацію.
Президент Гондурасу Мануель Бонілья доручив поету Аугусто Констансіо Коельйо написати слова до нового гондураського гімну, а Карлосу Хартлінгу написати до них музику. Карлос виконав доручення у 1903 році, але перше публічне виконання Гімну відбулося лише 13 листопада 1907 року в порту Амапали на зустрічі президентів Центральної Америки.
Під час другого президентського строку Мануеля Бонільї текст і музика гімну були популяризовані, а 13 листопада 1915 року президент Альберто Мембраньо указом № 42 затвердив державний гімн офіційно.
Крім гондураського гімну, Карлос Хартлінг написав ще низку музичних творів, таких як «Saludo de Tegucigalpa», «Bajo la Bandera Hondureña», «Paz Eterna» — траурний марш, прем'єра якого відбулась під час поховань президента Мануеля Бонільї, «Marcha del General Morazán» «El Murmullo de los Pinos Hondureños».
Помер від жовтої гарячки у віці 50 років.